# 会津长野站
會津長野站（日语：／ Aizu-nagano eki */?）是一個位於福島縣南會津郡南會津町長野字下谷地，屬於會津鐵道會津線的鐵路車站。

## 車站結構
側式月台1面1線的地面車站。是無人站。

## 相鄰車站
會津鐵道
會津線
快速會津山岳特快（會津田島以北快速運行的列車）
通過
快速會津山岳特快（會津田島以北各站停車的列車）、普通
養鱒公園－會津長野－田島高校前